# 1262 w polityce

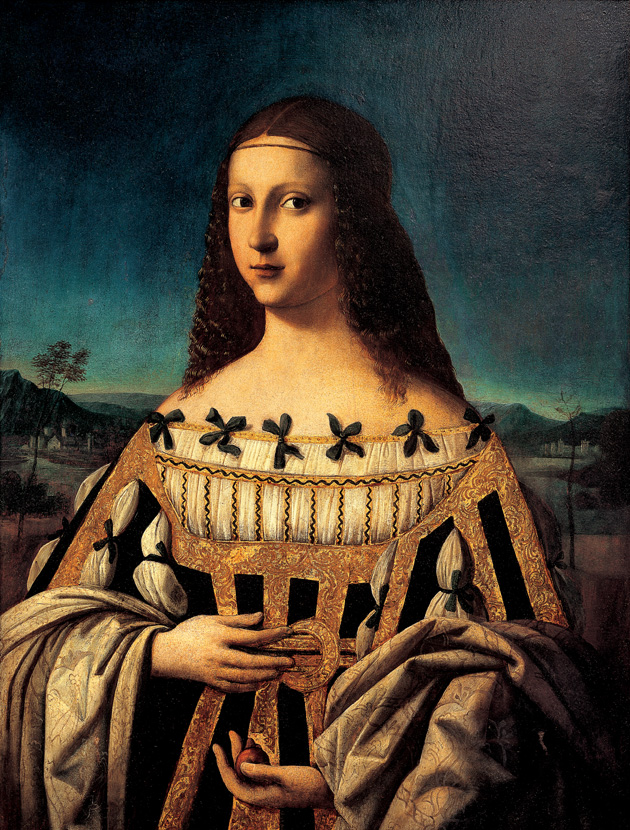
Beatrycze II d’Este

Wydarzenia polityczne w 1262 roku.

## Wydarzenia
- Islandia została podporządkowana Norwegii[1].
- Najazd Litwinów na Mazowsze[2][3].
- Powstało Królestwo Majorki[4].

## Zmarli
- Beatrycze II d’Este, błogosławiona Kościoła katolickiego[5].
- Henry Wingham, biskup Londynu[6].